# ケンズカフェ東京
ケンズカフェ東京（けんずかふぇとうきょう）は、1998年に創業した日本初のガトーショコラ専門店。創業者はオーナーシェフである氏家健治。
同店が初めてガトーショコラを販売した日、9月21日を「ガトーショコラの日」として制定。一般社団法人・日本記念日協会により認定・登録されている。

## 沿革
- 1998年6月、東京・新宿御苑前にレストラン「ケンズカフェ東京」を開店[3]。
- 2008年5月、ガトーショコラの製造に特化し、日本初のガトーショコラ専門店となる[4]。
- 2014年1月、食べログ「全国人気チョコレート店ランキング」で第1位に選出される[5]。
- 2015年5月、日本ギフト大賞2015「都道府県賞 東京賞」を受賞[6]。
- 2015年12月、ファミリーマートのスイーツ監修を開始[7]。
- 2017年2月、日本経済新聞社「コンビニの実力チョコ10選」で第1位にランキングされる[8]。
- 2020年10月、エクアドル産高品質カカオ豆を使用したファミリーマートのオリジナルチョコレート「エクアドル・スペシャル」を開発する[9]。
- 2021年3月、「エクアドル・スペシャル」を使用した商品シリーズが、駐日エクアドル共和国大使公認となる[10]。
- 2022年3月、フランチャイズ提携を開始。青山店、生駒店、高松店、熊本店、鹿児島店など全国へ展開[11]。
- 2023年2月、レシピ絵本『ぐるぐるガトーショコラ』を出版。駐日エクアドル大使館推薦図書となる[12]。
- 2023年6月、イタリアの最高級チョコレートブランド「DOMORI」のブランドアンバサダーに任命される[13]。
- 2024年11月、台湾の「セブン-イレブン」約7000店舗にて、監修スイーツを発売。[14]。

## 受賞
- 食べログ「スイーツ TOKYO 百名店 2023」[15]
- 食べログ「スイーツ TOKYO 百名店 2022」[16]
- 食べログ「スイーツ TOKYO 百名店 2020」[17]
- 食べログ「スイーツ TOKYO 百名店 2019」[18]
- 食べログ「スイーツ TOKYO 百名店 2018」[19]
- 食べログ「スイーツ 百名店 2017」[20]
- ぐるなび「接待の手土産セレクション2020 特選」[21]
- ぐるなび「接待の手土産セレクション2019 特選」[22]
- TBSテレビ「ランク王国 絶対に外さない手土産スイーツおすすめTOP10 第1位」[23]
- 日本ギフト大賞2015「都道府県賞 東京賞」[24]
- 資生堂「全国ご当地スイーツ総選挙 東京エリア 第1位」[25]
- 食べログ「全国人気チョコレート店ランキング 第1位」[26]

## コラボレーション
- 2022年4月、羽田空港パワーラウンジにて、ラグジュアリーカードとコラボした特別優待プランを実施[27]。
- 2021年8月、映画『東京リベンジャーズ』とのコラボ商品を発売[28]。
- 2020年11月、ロッテ「くちどけにこだわったプチチョコパイ」× ケンズカフェ東京「ガトーショコラ」 [29]。
- 2016年9月、「インターセクト バイ レクサス」×「ケンズカフェ東京」 [30]。

## 著書
- 『ぐるぐるガトーショコラ』（駐日エクアドル大使館推薦図書）ケンエレブックス 2023年2月 ISBN 4910315233

## 楽曲提供
- 『La La La ショコラ』Task have Fun（アルバム Violet tears）2022年11月 - 作詞
- 『けどハニカミ』Task have Fun（8thシングル）2018年9月 - タイアップ

## 主催
- 『全日本ガールズダンスコンテスト2020』[31]
- 『My sweet フォトコンテスト』[32]

## 協賛
- 『ケンズカフェ東京 PRESENTS ガラフェス 〜日比谷野音 デリシャスサンデー〜』[33]